# ブノワ・ジョゼフ・ポレ
ジャン・ブノワ・ジョゼフ・ポレ（Jean Benoît Joseph Pollet 1753年 - 1823年4月16日）は、フランスのハープ奏者、作曲家。
ポレはベテューヌに生まれた。ヤン・クシチテル・クルンプホルツに学び、パリに没した。娘のマリー＝ニコル・シモナン（1787年-1864年）は皇后ジョゼフィーヌ・ド・ボアルネのハープ奏者となり、孫息子のジョゼフ・ポレは1831年から1871年までパリのノートルダム大聖堂でオルガニストと合唱指揮者を務めた。
今日までに出版されている作品はデニーズ・メジュヴァン編のペダルのないハープのためのソナタ第2番である。このソナタは変ホ長調で書かれているものの臨時記号が一つもなく、エラールよって改良が行われる以前の古典的ハープの技術的限界が反映されている。